# Concurs de talents
Un concurs de talents o talent show és un esdeveniment on diversos concursants realitzen el seu do d'actuació, cant, dansa, acrobàcies, percussió, arts marcials, tocar un instrument, i altres activitats —davant d'un jurat i públic— per mostrar una forma única de talent, de vegades per a un premi o trofeu. Mostrar el talent en aquests programes, sovint, les actuacions es valoren amb un jurat darrere que opta o no per donar el premi. De tant en tant als concursants se'ls assigna un lloc de guanyador i finalistes. En aquest cas se'ls dona el primer lloc al guanyador i el segon i tercer, als finalistes.
En els últims temps els concursos de talents s'han convertit en un gènere notable de xou d'impacte, que van ser i són fonamentals per a catapultar a alguns artistes aficionats a la fama i la carrera professional d'èxit comercial, amb exponents convertits en franquícies internacionals com Popstars, The X Factor o The Voice.